# Deraeocoris flavilinea

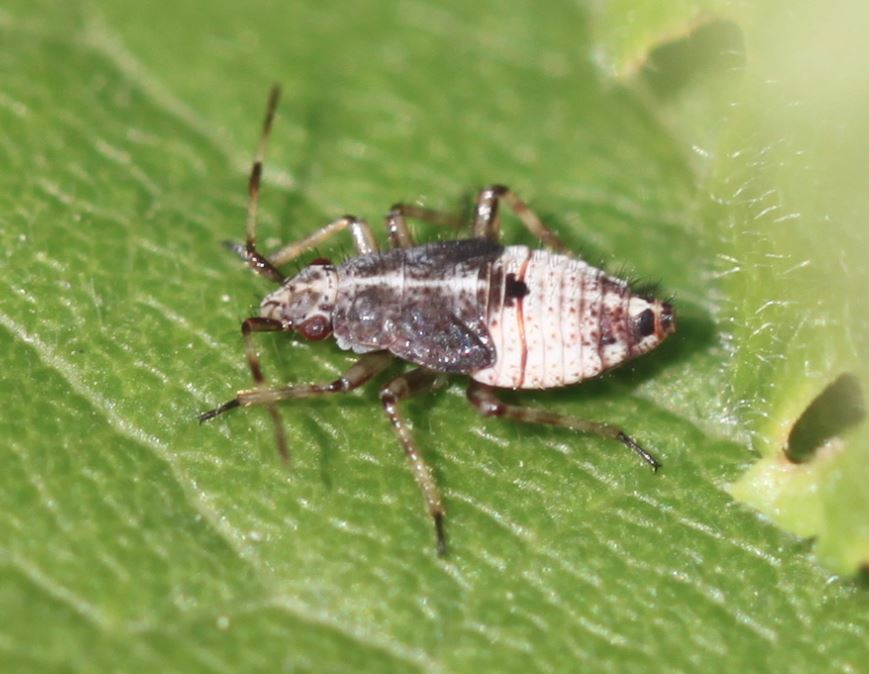
Nymphe

Deraeocoris flavilinea, auch Italienische Halsringweichwanze genannt, ist eine Wanzenart aus der Familie der Weichwanzen (Miridae).

## Merkmale
Die Wanzen werden 6,3 bis 7,2 Millimeter lang. Bei ihnen liegt ein Sexualdichroismus vor. Männchen sind viel dunkler gefärbt als die mehr orange gefärbten Weibchen. Der Rand des Pronotums ist fein blass gefärbt. Der Cuneus der Hemielytren ist variabel gefärbt, die Seiten des Schildchen (Scutellum) sind bei beiden Geschlechtern blasser gefärbt. Die Schienen (Tibien) sind weiß geringelt, wodurch Ähnlichkeit mit Deraeocoris olivaceus besteht, die auch eine ziegelrote Grundfarbe hat und damit vor allem den Weibchen ähnelt. Diese ähnliche Art ist jedoch größer und trägt lange Haare an beiden Seiten des Pronotums.

## Vorkommen und Lebensraum
Die Art ist in West- und Mitteleuropa und im westlichen Mittelmeerraum verbreitet und galt vor einigen Jahren als Endemit Italiens. In Deutschland ist sie erst etwa seit den 1990er-Jahren bekannt. Mittlerweile ist sie hier vom Südwesten bis in den Norden und Nordosten nach Niedersachsen und Brandenburg nachgewiesen. In Österreich ist die Art auch erst seit Kurzem bekannt und in Wien und Niederösterreich nachgewiesen. Sie kommt zudem auf den Britischen Inseln vor, wo sie erstmals 1996 nachgewiesen wurde und sich mittlerweile im Süden und Zentrum weit ausgebreitet hat. Sie kann lokal häufig sein. Sie war in Mitteleuropa zunächst auf den Siedlungsbereich beschränkt, ist inzwischen aber auch in weniger vom Menschen beeinflusste Lebensräume vorgedrungen. Dies könnte bedeuten, dass der Mensch an der Ausbreitung der Art beteiligt war.

## Lebensweise
Die Wanzen ernähren sich räuberisch, vor allem von Blattläusen, und leben auf verschiedenen Laubgehölzen. Man findet sie vor allem auf Ahornen (Acer), aber auch Linden (Tilia), Eschen (Fraxinus), Haseln (Corylus) und Weißdornen (Crataegus ), seltener auch an Zwergsträuchern und krautigen Pflanzen. Die Tiere überwintern als Ei. Die Nymphen kann man im Mai und Juni, die adulten Wanzen im Juni und Juli, manchmal auch noch im August beobachten.

## Belege